# Torre della Cisterna
Torre della Cisterna ist eine abgegangene Niederungsburg auf der hügeligen Hochebene gleichen Namens, die eine größte Seehöhe von 668 Metern erreicht und zum Gemeindegebiet von Melfi in der italienischen Region Basilikata gehört. Das Gelände gehört zum Einzugsgebiet des Flusses Ofanto und ist reich an archäologischen Überresten verschiedener Epochen.

## Geschichte und Archäologie
Auf dem Territorium wurden verschiedene archäologische Überreste von Gebäuden und Nekropolen aus Epochen zwischen dem 1. und dem 6. Jahrhundert n. Chr. identifiziert; zahlreiche Funde bezeugen die Bedeutung und den Reichtum der Gegend, insbesondere solche aus der römischen Kaiserzeit. Zwischen 1010 und 1020, während der Militärkampagne des Katepans Basilio Baioannes, war die Gegend von wichtigen Verteidigungsaktionen der Byzantiner betroffen. Die Byzantiner befestigten die Grenze zum Herzogtum Benevent mit einer doppelten Verteidigungslinie, die aus neuen, befestigten Städten, wie Torre della Cisterna, oder bereits existierenden bestand. Die Siedlung von Cisterna ist sicher für das Jahr 1025 bezeugt, als sie Bischofssitz und Stadt war, geschützt durch eine Mauer. Der Bischofssitz existierte bis 1089, dem Jahr, als in der Gegend zwei weitere Bischofssitze von normannischem Ursprung bestätigt sind: Rapolla und Melfi. Tatsächlich wurde die Gegend schon 1074 von den Normannen von Robert Guiskard geplündert und zerstört: Bischof Farnolfo hatte sogar das Bistum verlassen und sich einem Leben als Einsiedler verschrieben. Torre della Cisterna, das Mitte des 12. Jahrhunderts wiederbefestigt wurde, war das Lehen von Ricardo di Balvano aus einer alten normannischen Familie, aber gering besiedelt: Die Mönche gaben die wenigen Zellen auf, die Wilhelm von Vercelli in der Nähe der Kirche hatte bauen lassen, weil dieser Ort weder gesund noch sicher war. Cisterna kann nicht stark bevölkert gewesen sein, als die „Statutum de Reparatione Castrorum“ ausgearbeitet wurden (zwischen 1230 und 1240): Es war das benachbarte Rapolla, das für die Aufrechterhaltung seiner Verteidigungsstruktur sorgen musste. Das bewohnte Siedlungszentrum verschwand vermutlich nach dem Tod von Kaiser Friedrich II. während der Schlachten der verschiedenen Fraktionen in der zweiten Hälfte des 13. Jahrhunderts. Am Ende desselben Jahrhunderts wurde das Territorium von Cisterna an die De Vaudemonts verlehnt und später der königlichen Liegenschaftsverwaltung einverleibt. König Karl I. von Neapel ermächtigte sie, die damals verlassene Siedlung wieder zu bevölkern. Es gibt von dort jedoch nach 1280 keine Steuern: Dies zeigt, dass die Siedlung wenig bevölkert war oder dass es einen Erlass von Steuern gab. Die Siedlung war noch Ende des 15. Jahrhunderts bewohnt, im 17. Jahrhundert aber verlassen, obwohl die dichten Wälder ein beachtliches Einkommen garantierten. Die Karten aus dem 18. Jahrhundert zeigen Ruinen, wie die Mühle von Cisterna des Herrn von Melfi, Doria, was das Vorhandensein stabiler Siedlungen bezeugt.

## Beschreibung
Zurzeit ist das Gelände vollständig von Pflanzen überwuchert und schwer zugänglich; dennoch sind archäologische Spuren (Mauern, Überreste, Straßen) sichtbar, was eine kürzliche Studie des Istituto per i Beni Archeologici e Monumentali (IBAM) des Consiglio Nazionale delle Ricerche mit Sitz in Potenza validiert hat. In dieser Studie wurden dank der LIDAR-Technologie neue Daten erhoben und man schloss aus diesen auf das Vorhandensein einer bedeutenden Verteidigungsanlage und analysierte ihre Struktur. Nach dieser Studie muss die Burg aus einem Turm mit quadratischem Grundriss bestanden haben, der von einer ebenfalls quadratischen Einfriedung umgeben war, eine Art von Festungsarchitektur, wie sie in ganz Süditalien zwischen dem 12. und 13. Jahrhundert verbreitet war und „Pyramidenturm“ genannt wurde, sehr ähnlich der anderer, benachbarter Burgen, wie z. B. dem Castello di Monte Serico, ebenfalls in der Basilikata, in der Nachbarschaft von Cisterna, das in normannischer Zeit (12. Jahrhundert) erbaut und später, im 13. Jahrhundert auf Befehl Kaiser Friedrichs II. restauriert und erweitert wurde.